# Fonetika
Fonetika (z řeckého φωνή phōnḗ, hlas, zvuk) je věda, která zkoumá zvukové projevy, zejména zvukovou stránku lidské řeči, fyziologický způsob artikulace (tvorby) těchto zvuků, jejich akustickou stránku a jejich vnímání. Zatímco fonetika studuje zvuky samy o sobě, fonologie se jimi zabývá z funkčního hlediska, tedy s ohledem na jejich funkce v konkrétním jazyce. Fonetika je interdisciplinárním oborem, protože propojuje poznatky z lingvistiky, biologie (anatomie), fyziky (akustiky) a dalších oborů.
Pro svůj výzkum fonetici využívají celou řadu metod, od výpočtů různých parametrů z akustického signálu přes pozorný poslech, využití fonetické transkripce nebo hodnocení získaných od posluchačů až po metody umožňující zobrazení pozice artikulačních orgánů (elektropalatografie, ultrazvuk) nebo neurozobrazovací metody. Fonetické poznatky se využívají nejen při výuce cizích jazyků, ale také v dalších oborech, mezi které patří například logopedie a řečové technologie (rozpoznávání a syntéza řeči).

## Rozdělení fonetiky
Komunikaci mluveným jazykem lze chápat jako činnost, která se skládá ze tří fází: tvorba řeči (mluvčí) - šíření zvuku - vnímání řeči (posluchač).
- Artikulační fonetika se zabývá produkcí řeči, což zahrnuje dýchání, fonaci (tj. tvorbu hlasu a modulaci jeho vlastností) a artikulaci hlásek (fónů) ve vokálním traktu. Všímá si také způsobu, jakým se sousední hlásky v řeči ovlivňují (koartikulace, asimilace).
- Akustická fonetika studuje přenos zvuků prostředím. Jednotky řeči popisuje pomocí čtyř základních aspektů: trvání, (základní) frekvence, intenzity a spektrálního složení.
- Percepční fonetika zkoumá, jak posluchač zvuky vnímá. Bere přitom v potaz stavbu lidského sluchového ústrojí (včetně jeho omezení) a kognitivní schopnosti člověka, které společně ovlivňují, jak jemné rozdíly je schopen vnímat (např. rozlišení tónů o různé výšce) a v jakém rozsahu. Při vnímání řeči se navíc výše uvedené aspekty liší v závislosti na mateřském jazyku posluchače.
- Fonologie nahlíží různé aspekty řeči z hlediska jejich významu v komunikaci. Posluchač totiž každou promluvu vnímá na celé řadě rovin a z jejího fonetického ztvárnění si vytváří představu o sémantickém obsahu dané promluvy (jaká slova byla vyřčena), aktuální náladě a komunikačním záměru mluvčího, ale také o jeho věku, pohlaví či původu.

Z uvedených čtyř perspektiv je možno nahlížet různé stránky řeči. Dlouhou tradici má popis jednotlivých hlásek (tzv. segmentální rovina) a jejich mezijazykové srovnávání (mimo jiné z hlediska lingvistické typologie), které nachází uplatnění například v rámci výuky cizích jazyků. V posledních desetiletích se však pozornost více obrací i k prozodii řeči (tzv. suprasegmentální rovině), která zahrnuje jevy jako jsou melodie či tempo řeči.
Těmi odlišnostmi v rámci obou uvedených rovin, které jsou podmíněné sociodemografickými vlastnostmi jedince, se zabývá sociofonetika (případně sociolingvistika). Nejčastěji popisuje rozdíly v řeči v závislosti na pohlaví, věku, sociální třídě či vzdělání. Specifické rysy řeči však nalezneme u každého mluvčího. Možnosti jejich zachycení zkoumá forenzní fonetika (v rámci  forenzní lingvistiky), která tyto poznatky využívá také při identifikaci podezřelých během vyšetřování.
Fonetický aspekt nelze zanedbat ani při zkoumání procesů osvojování mateřského jazyka, během kterého si dítě vytváří kategorie odpovídající danému jazyku a samo se učí řeč produkovat. Takto získané poznatky (spolu s pochopením dalších jevů spojité řeči) napomáhají při vysvětlování historického vývoje zvukové stránky jazyka (např. hláskových změn).
Kromě fonetiky obecné existují také obory zabývající se pouze zvukovou stránkou určitého konkrétního jazyka, v takovém případě mluvíme např. o fonetice češtiny, fonetice angličtiny apod.

## Historie
Ve starověku existují většinou jen nepřímé důkazy toho, že se lidé zvukovou stránkou jazyka zabývali. Takovým důkazem je zejména hláskové písmo, které vytvořili jako první Féničané ve 13. století př. n. l. Řekové hláskovou abecedu doplnili o samohlásky. Zmínky o mluvené řeči najdeme u Hippokrata (5. století př. n. l.) a Aristotela (4. století př. n. l.).
Největší pozornost věnovali výslovnosti Indové (Pánini). Od 4. století př. n. l. vytvořili propracovaný popis výslovnosti sanskrtu, artikulace slabik a hlásek a jejich klasifikaci, ze které pak čerpaly evropské práce na počátku 19. století.
Ve středověku a v následujících staletích byl zájem o zvukovou stránku jazyka jen sporadický. O určitém zájmu svědčí snad jen reformy pravopisu.
V 18. století se problematikou výslovnosti zabýval Johann Wolfgang von Kempelen ve snaze o vytvoření mluvícího stroje. V roce 1781 Hellwag navrhl dosud používané trojúhelníkové schéma výslovnosti samohlásek (tzv. vokalický trojúhelník).
Na počátku 19. století vyvstala potřeba bližšího popisu jednotlivých hlásek pro účely historické a srovnávací gramatiky, zejména pro objasnění fonetických změn. Zpočátku se používalo přímé pozorování mluvidel. Rozvoj přírodních věd (anatomie, fyziologie, akustiky) umožnil později použití různých přístrojů, které umožňovaly podrobnější zkoumání.
Tzv. experimentální fonetice se v poslední čtvrtině 19. století věnovali Eduard Sievers v Německu a Henry Sweet a později Daniel Jones (1881–1967) v Anglii. Ve Francii Paul Passy, pod jehož vedením byla založena Mezinárodní fonetická asociace, a Pierre Rousselot, který zřídil roku 1897 v Paříži první fonetickou laboratoř.
Přesné experimentální metody a popisy však přestaly lingvistickým potřebám stačit. Způsobily na začátku určitou krizi fonetiky, která nakonec vedla ke vzniku tzv. funkční fonetiky, později nazvané fonologie.
S rozvojem záznamové techniky se v první polovině 20. století rozvíjela fonetika akustická, po 2. světové válce byly poprvé využity přístroje pro spektrální analýzu mluvené řeči. V současnosti se k výzkumům ve fonetice využívá výpočetní technika. Pro výzkum hlasového ústrojí při produkce řeči se někdy využívají i jiné metody, jako např. magnetická rezonance.
V dnešní době se fonetika zabývá všemi aspekty řečové komunikace a někdy se hovoří i o řečových vědách. V České republice je možné fonetiku studovat pouze v Praze, na Fonetickém ústavu Filozofické fakulty Univerzity Karlovy.